# Thermopsis turcica
Thermopsis turcica là một loài thực vật có hoa trong họ Đậu. Loài này được Kit Tan & al. miêu tả khoa học đầu tiên.